# Beauduc
Beauduc est un site naturel se trouvant en Grande Camargue, dans la commune d'Arles (Canton d'Arles-Ouest), en France. Dominé par le phare de Beauduc, il comprend une des plus grandes plages de sable de Méditerranée, des lagunes et un village de cabanons (le hameau des Sablons). Il est accessible en voiture ou en deux-roues par une piste en terre souvent en très mauvais état, et semi-fermée : des bornes à l'entrée de la piste empêchent le passage des gros véhicules.
C'est un spot de kitesurf reconnu.

## Histoire
Les étangs de Beauduc sont d'anciens étangs de pré-concentration du sel des saliniers de Salin-de-Giraud. En raison de difficultés financières, la Compagnie des salins du Midi cède en 2008 les étangs et lagunes de Beauduc au Conservatoire du littoral et des rivages lacustres.
La plage de Beauduc a connu son heure de gloire dans les années 1970, quand elle était une "zone libre", c'est-à-dire occupée sans autorisation et urbanisée sans permis de construire, comme aux Saintes-Maries-de-la-Mer, à Port-Saint-Louis et jusqu'à très récemment Piémanson[réf. nécessaire]. Deux restaurateurs avaient alors monté des cahutes sans autorisation, notamment Chez Juju, et leurs établissements étaient devenus des lieux de rencontre où se côtoyaient locaux et jet-set.

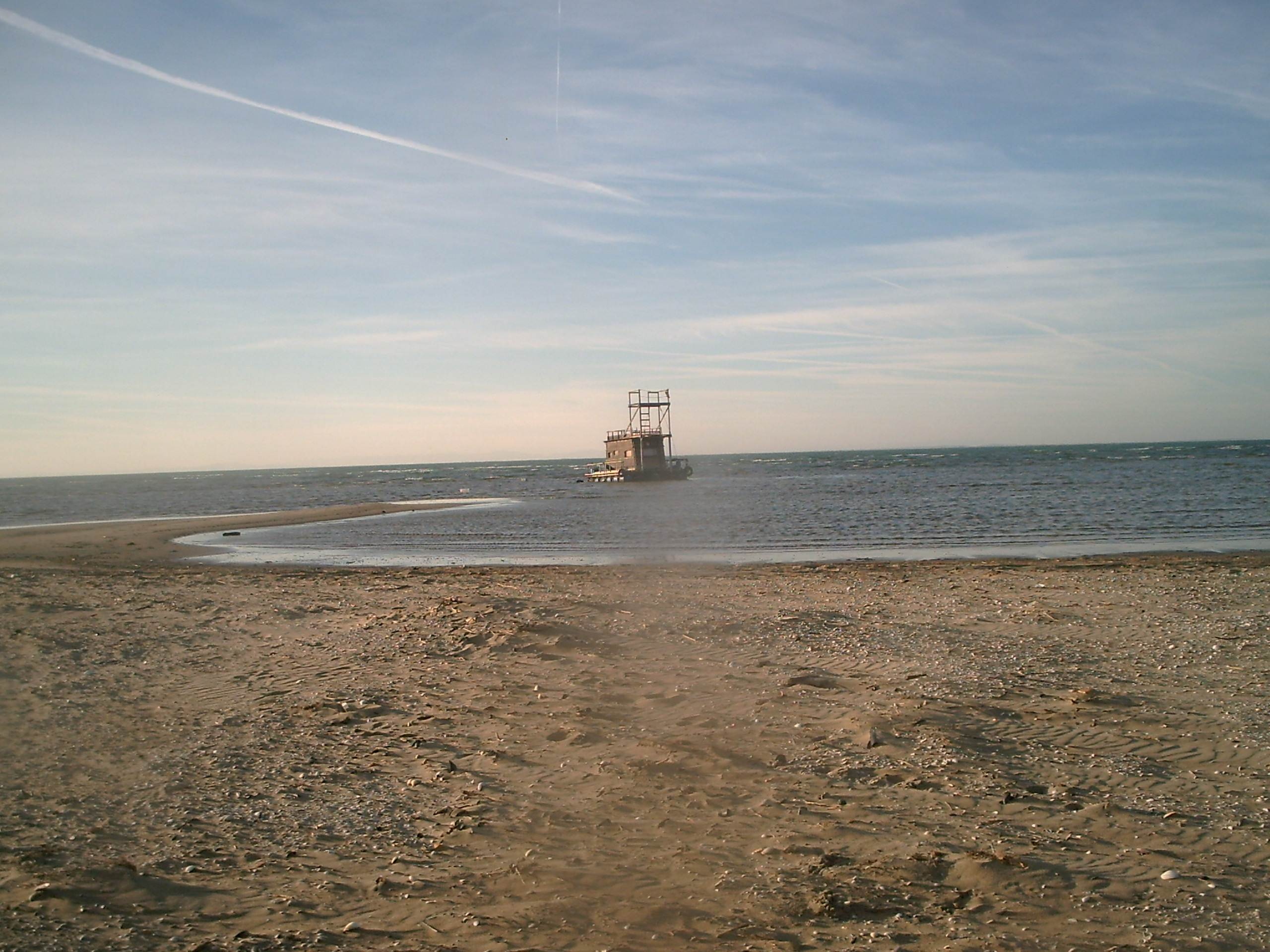
"Cabane de l'Indien" à Beauduc.
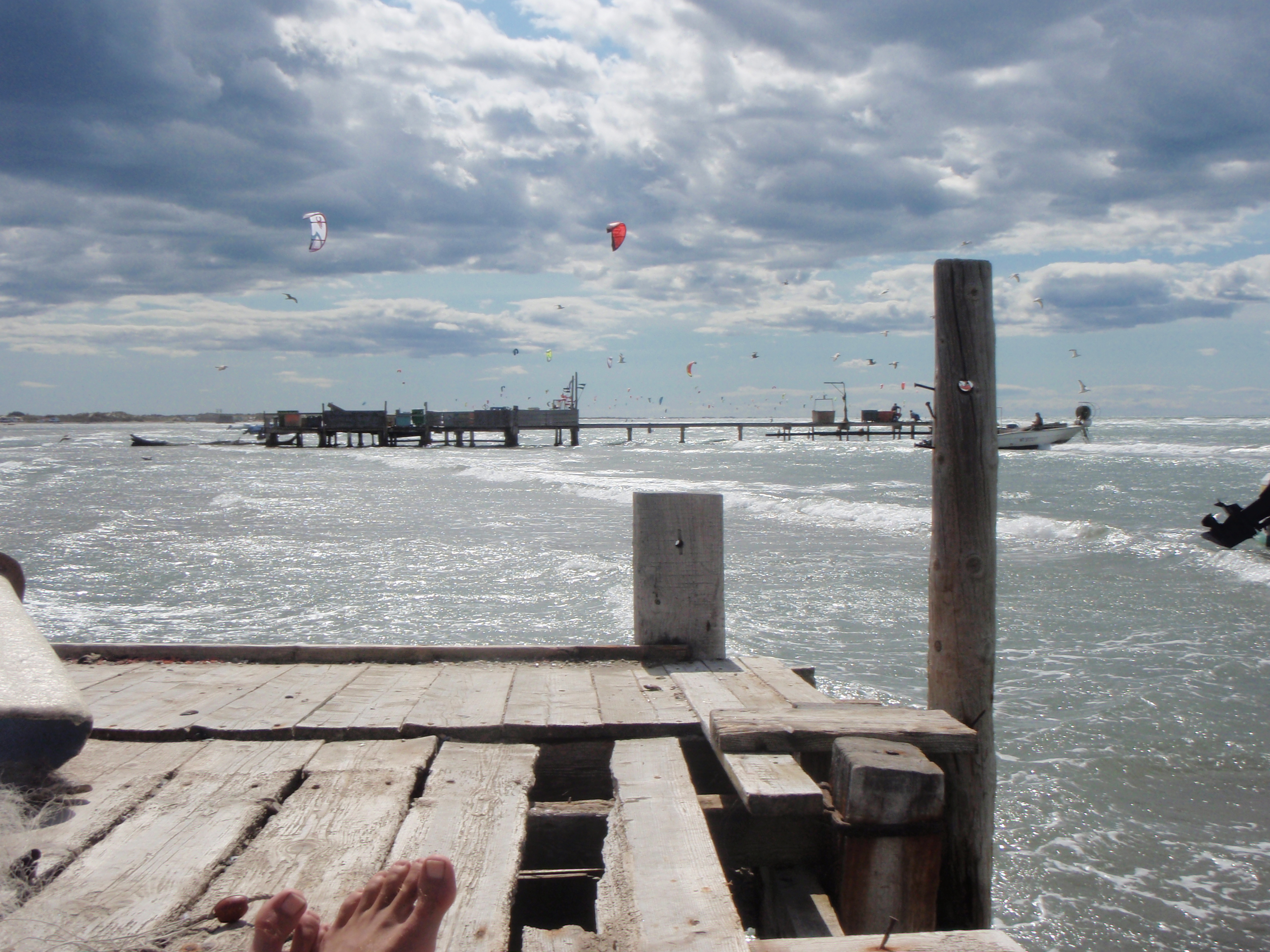
Kitesurfeurs vus depuis un ponton à Beauduc.
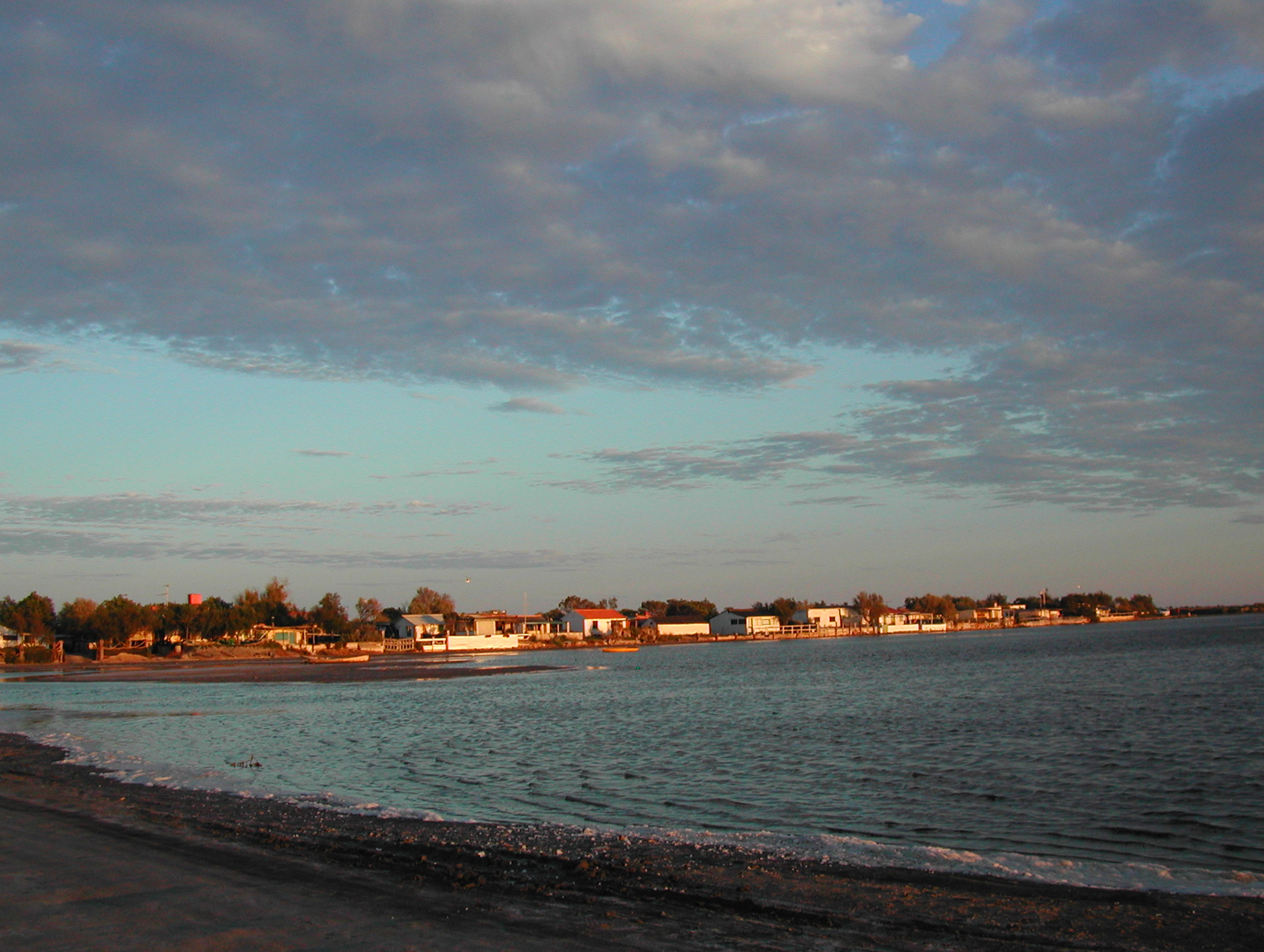
Le hameau des Sablons vu de la plage.